# Diogo Costa
Diogo Meireles da Costa (* 19. září 1999 Rothrist) je portugalský profesionální fotbalový brankář švýcarského původu, který chytá za portugalský klub FC Porto a za portugalský národní tým.

## Klubová kariéra
Costa prošel akademií Porta a v roce 2019 vyhrál s juniorskou Juniorskou ligu UEFA. V roce 2019 se přesunul do A-týmu, se kterým hned ve své první sezoně vyhrál domácí double (tedy Primeira Ligu a Taça de Portugal).
Brankářskou jedničkou Porta se Costa stal v roce 2021, kdy mu bylo 22 let, a pomohl Portu k druhému domácímu double a byl do nejlepší sestavy roku Primeira Ligy.
V březnu 2023 odchytal Costa svůj stý zápas v dresu Porta, a to při bezbrankové remíze s Interem Milán v osmifinále Ligy mistrů.

## Reprezentační kariéra
Costa se narodil ve Švýcarsku portugalským rodičům.
Costa je bývalý portugalský mládežnický reprezentant. Byl členem týmu do 17 let, který vyhrál mistrovství Evropy v roce 2016, týmu do 19 let, který vyhrál mistrovství Evropy v roce 2018, a týmu do 21 let, který skončil na mistrovství Evropy v roce 2021 na druhém místě.
V roce 2021 debutoval v seniorské reprezentaci a rychle nahradil Ruie Patrícia na pozici reprezentační brankářské jedničky. Costa reprezentoval Portugalsko na mistrovství světa ve fotbale 2022.